# Wellington United
Wellington United AFC – nowozelandzki klub piłkarski z siedzibą w Wellington, występujący w Central Premier League. Klub powstał w wyniku fuzji zespołów Wellington Diamond United i Wellington City w 1986.

## Kalendarium
- Założenie zespołu Diamond Football Club w 1893 roku[1].
- Założenie zespołu Zealandia w 1954 przez Holenderskich imigrantów, od 1964 zmiana nazwy na Wellington United[1].
- Połączenie zespołów Diamond Football Club i Wellington United w 1968, nowy klub występuje pod nazwą Wellington Diamond United[1].
- W 1986 następuje fuzja zespołów Wellington Diamond United i Wellington City, nowy klub występuje pod nazwą Wellington United AFC[1].

## Osiągnięcia
- Mistrzostwo Nowej Zelandii[a] (3): 1976, 1981 i 1985;
- Zdobywca Challenge Trophy[b] (2): 1982 i 1986[2].